# Пиљужићи (Тешањ)
Пиљужићи су насељено мјесто у Босни и Херцеговини, у општини Тешањ, које административно припада Федерацији Босне и Херцеговине. Према попису становништва из 2013. у насељу је живјело 1.943 становника.

## Становништво
| Националност       | 2013. | 1991.          | 1981.          | 1971.        |
| Муслимани          |       | 1.548 (84,13%) | 1.310 (82,96%) | 995 (79,28%) |
| Хрвати             |       | 248 (13,47%)   | 259 (16,40%)   | 251 (20,00%) |
| Срби               |       | 4 (0,21%)      | 0              | 8 (0,63%)    |
| Југословени        |       | 23 (1,25%)     | 6 (0,37%)      | 0            |
| остали и непознато |       | 17 (0,92%)     | 4 (0,25%)      | 1 (0,07%)    |
| Укупно             | 1.943 | 1.840          | 1.579          | 1.255        |